# غايزل (ألانيجا)
غايزل (بالروسية: Гизель) هي مدينة في جمهورية أوسيتيا الشمالية - ألانيا في روسيا.
وهي تبعد مسافة 12 كلم عن مركز مدينة فلادي قفقاز والان بعد امتداد العمران تكاد تلتصق با الأحياء السكنية الجديدة كما يوجد فيها نهر صغير باسم غيز-ايل وهي على الطريق المؤدية لمدينة آلاغير وتبعد عنها مسافة 30كلم تقريبا.